# Trachysphyrus escomeli
Trachysphyrus escomeli är en stekelart som först beskrevs av Brethes 1918.  Trachysphyrus escomeli ingår i släktet Trachysphyrus och familjen brokparasitsteklar. Inga underarter finns listade i Catalogue of Life.